# 什托夫斯科耶湖

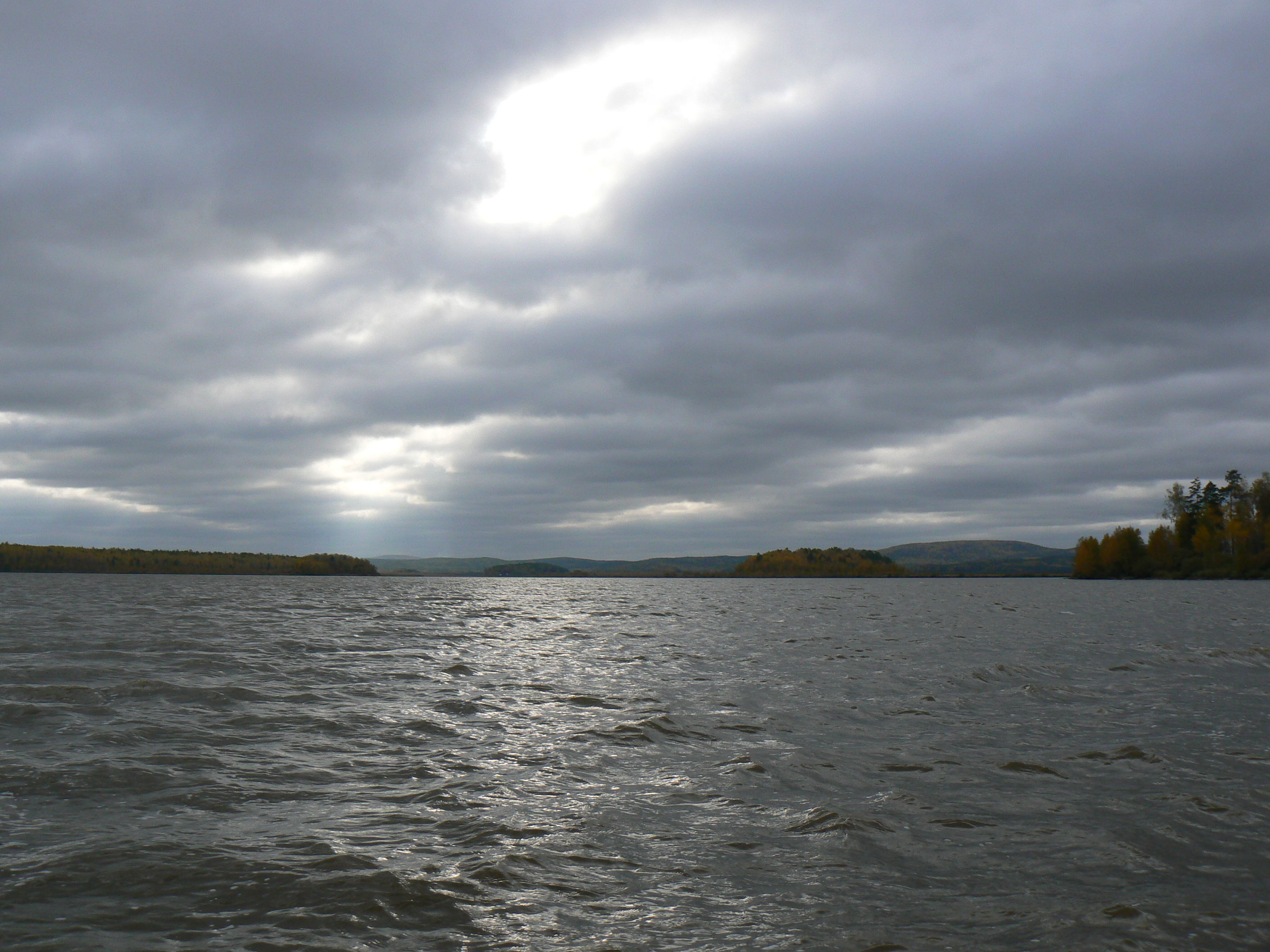

57°07′30″N 60°28′40″E / 57.12500°N 60.47778°E
什托夫斯科耶湖（俄语：Шитовское озеро），是俄羅斯的湖泊，位於該國中西部斯維爾德洛夫斯克州，長6.7公里、寬1.5公里，面積6.2平方公里，海拔高度252米，平均水深1.5米，最大水深2米。